# Fritt Ord
Fritt Ord är en norsk privat politisk stiftelse. Den grundades 7 juni 1974 av Narvesen Kioskkompanis direktörer Jens Henrik Nordlie och Finn Skedsmo samt høyesterettsadvokat Jens Christian Hauge. Fritt Ord menar att deras mål är att verka för yttrandefriheten och stimulera den offentliga debatten i Norge.
Under flera år efter andra världskriget var Narvesens Kioskkompani den enda öppna distributionskanalen i Norge för tidningar och tidskrifter, och såg det som sin uppgift att motarbeta dåtidens politiska likriktning och åsiktskontroll. Ägarnas aktier i Narvesen överfördes till stiftelsen den 1 januari 1975, och utgjorde dess grundkapital. Efter olika ändringar i ägandeförhållandena, bland annat mot Norges Statsbaner, och utifrån önskan att frikoppla stiftelsen från kommersiella intressen, såldes aktierna i Narvesen i november 2001. Kapitalet är 2,3 miljarder norska kronor (mars 2006). Stiftelsen har nu enbart samhällspolitiska uppgifter.
Organisationen har kontor vid Uranienborgveien i Oslo. Sedan år 2000 har professor Francis Sejersted varit styrelsens ordförande och Erik Rudeng direktör. Under deras ledning har Fritt Ord gjort betydliga investeringar i tidningen Morgenbladet och gett stöd på 10 miljoner norska kronor till Kunnskapsforlaget för fjärde upplagan av Store norske leksikon och 29 miljoner till samma förlag för Norsk biografisk leksikon. Under 2005 fick 440 projekt stöd om totalt 70 miljoner norska kronor.
Organisationen stöder också högerextrema projekt och personer som bloggaren Fjordman, som kräver att alla muslimer ska deporteras från Europa.

## Priser
Stiftelsen delar sedan 1976 årligen ut Fritt Ord-priset och sedan 1979 det mindre "Fritt Ords honnør". Sedan 2004 samarbetar Fritt Ord med den tyska ZEIT-Stiftung om utdelningen av priset Junge Presse Osteuropas (instiftat 2000).